# جيمس كارول
الرائد جيمس كارول (بالإنجليزية: James Carroll)‏ (مواليد 5 جوان 1854، وفيات 16 سبتمبر 1907) كان طبيب بالجيش الأمريكي.
ولد في انكلترا. انتقل إلى كندا في عام 1874 وجند في الجيش الأمريكي في نفس السنة. تحصل على دكتوراه في الطب من جامعة ميريلاند في عام 1891. في عام 1900 اشتغل كطبيب أمريكي وعضو لجنة مكافحة الحمى الصفراء في كوبا.

## روابط خارجية
- جيمس كارول على موقع الموسوعة البريطانية (الإنجليزية)